# Seelensdorfer Forst

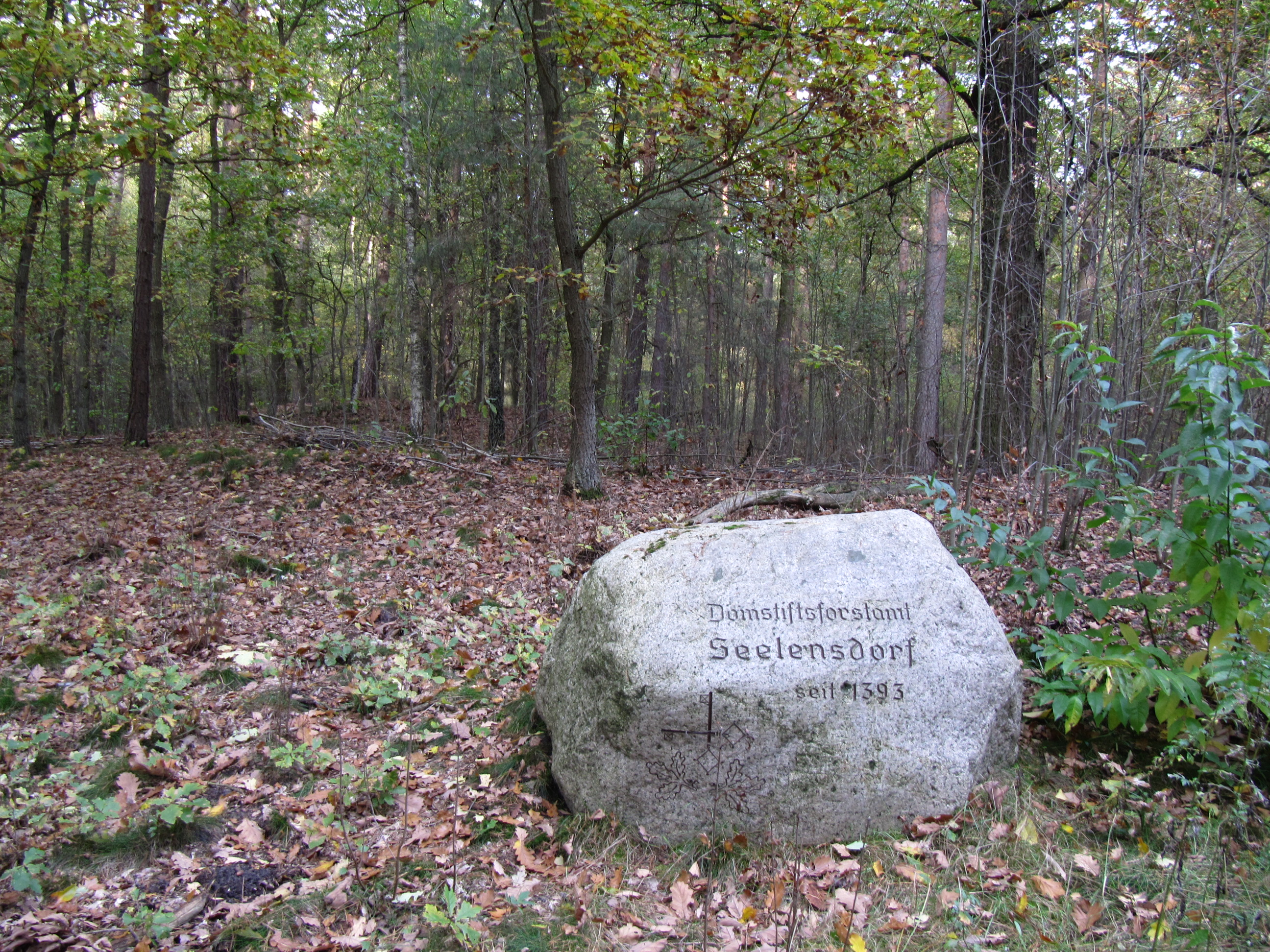
Im Seelensdorfer Forst

Der Seelensdorfer Forst ist ein ausgedehntes zusammenhängendes Waldgebiet im Norden der Stadt Havelsee um den Gemeindeteil Seelensdorf. Es befindet sich zu weiten Teilen im Besitz des Domstifts Brandenburg.

## Der Forst
Die weitaus größten Teile der Flächen des Seelensdorfer Forstes sind mit Kiefern bestockt, davon im domstiftseigenen Wald  1.400 Hektar. Das Domstiftsforstamt bewirtschaftet insgesamt circa 1.800 Hektar Wald. Neben Kiefern werden auf jeweils etwa 80 Hektar Buchen, Eichen, Lärchen, Birken und Douglasien angebaut. Bei den Kiefernforsten handelt sich meist um einstufige Reinbestände, sogenannte Altersklassenwälder. Hintergrund ist, dass in den ersten beiden Jahrzehnten nach dem Zweiten Weltkrieg umfangreiche Kahlschläge erfolgten, die unter der Vorgabe einer maximalen Holzproduktion monokulturell wieder aufgestockt wurden. In den letzten Jahren ist jedoch ein forstwirtschaftlicher Umbau der Wälder rund um Seelensdorf festzustellen. Es wird verstärkt von den Monokulturen abgesehen und stattdessen die Entwicklung von naturnäheren Laubmisch- und Laubwäldern vorangetrieben.

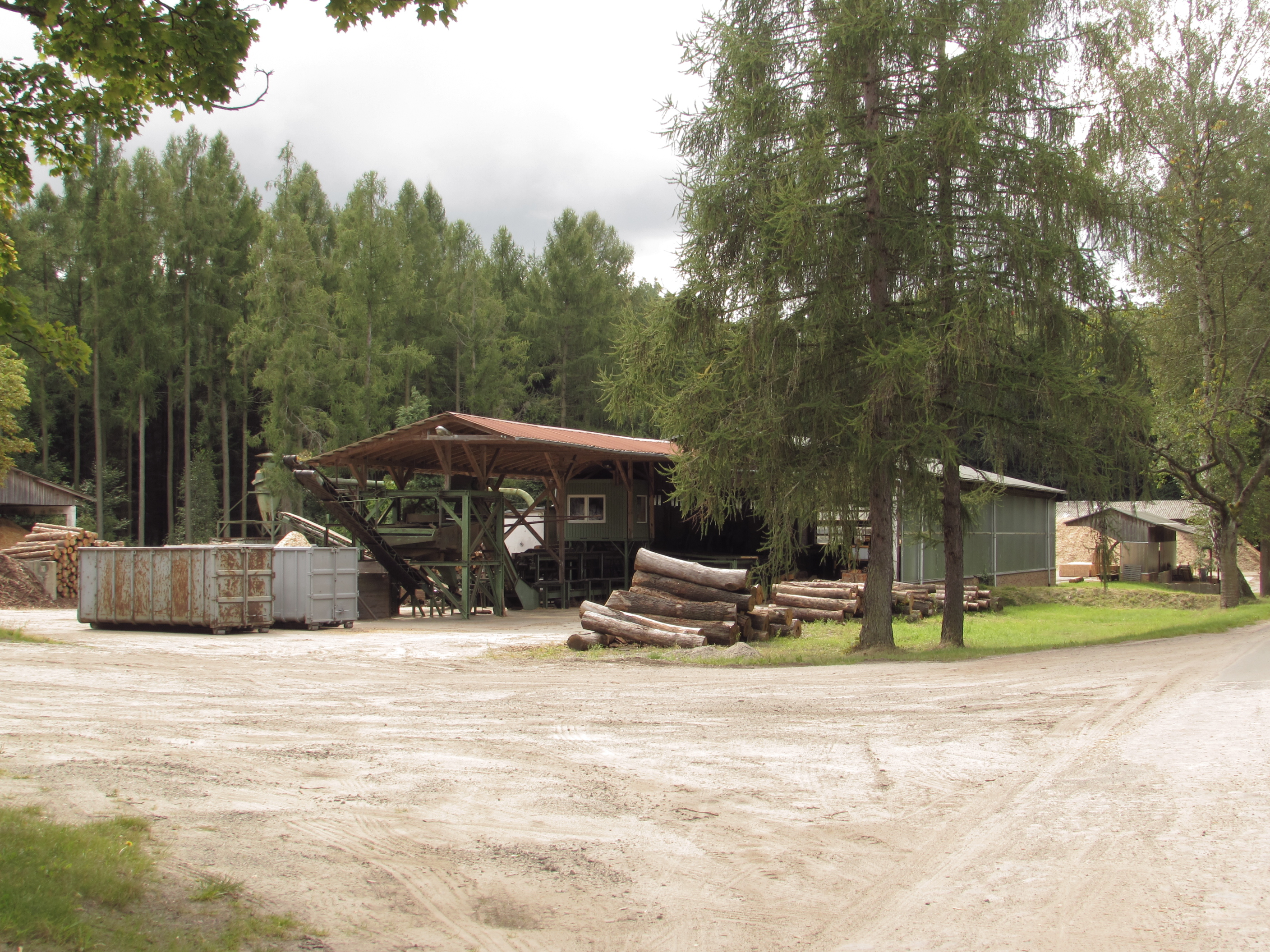
Sägewerk am Ortseingang von Seelensdorf

Im Seelensdorfer Forst betreibt das Domstift Brandenburg ein eigenes Sägewerk. Dieses produziert jährlich etwa 4.500 Kubikmeter Stapelholz, 450 Kubikmeter Schnittholz, 190 Kubikmeter Brennholz, 2.291 Kubikmeter Späne und 1.400 Schüttgutmeter Hackschnitzel. Zentral im Forst befindet sich das Dorf Seelensdorf, nach dem das Waldgebiet benannt ist. In diesem steht ein Feuerwachturm, der dem rechtzeitigen Erkennen von eventuellen Waldbränden dient.
Im April 2024 würdigte das Domstift Brandenburg das Schaffen seines langjährigen Domstiftsforstmeisters Robert Hinz mit der Legung eines Gedenksteins im Seelensdorfer Forst.

## Waldfriedhof
Heute unterhält das Domstift Brandenburg im Seelensdorfer Forst einen Waldfriedhof. Der Friedhof hat eine Fläche von etwa 20 Hektar und ist vor allem mit über hundert Jahre alten Traubeneichen bewachsen. Daneben befinden sich einzelne Birken und Kiefern. Der Waldfriedhof ist ein reiner Urnengrabfriedhof. Die Namensschilder werden am jeweiligen Baum angebracht. Da es sich um einen Waldfriedhof handelt, sind Grabpflege, Grabschmuck und wegen der Waldbrandgefahr vor allem Kerzen nicht erlaubt.

## Schutzgebiete
Der Seelensdorfer Forst liegt vollständig innerhalb des Naturparks Westhavelland und im Landschaftsschutzgebiet Westhavelland. In Seelensdorf steht eine Stieleiche als Naturdenkmal unter besonderem Schutz und im Südosten des Forstes sind einige Flächen Teil des FFH-Gebietes Weißes Fenn und Dünenheide, darunter das Weiße Fenn Marzahne. Im Norden grenzt der Seelensdorfer Forst an die Pritzerber Laake, die unter anderem als Naturschutzgebiet ausgewiesen ist. Ebenfalls als Naturschutzgebiet wurden angrenzende Überschwemmungsflächen im Südwesten unter Schutz gestellt.